# Robert Louis Stevenson
Robert Louis Stevenson, škotski pisatelj in pesnik, * 13. november 1850, Edinburgh, Škotska, † 3. december 1894, Vailima, Samoa.

## Življenje

### Otroštvo
Rodil se je očetu Thomasu in materi Margareti Isabelli, roj. Balfour. Krščen je bil pod imenom Robert Lewis Balfour Stevenson, vendar je ime kasneje spremenil. Družinski posel, ki ga je vodila očetova stran družine, je bil načrtovanje svetilnikov. Tako oče kot ded sta bila inženirja, na istem področju sta delala tudi očetova brata. Ded po materini strani se je prav tako ukvarjal s svetilniki, sicer pa so bili materini predniki zemljiški posestniki iz 15. stoletja. Materin oče je bil škotski prezbiterijanski duhovnik v bližnjem Colintonu. Kot otrok je Stevenson večino poletnih dni preživel z bratranci in sestričnami na njegovem posestvu. 
Po materini strani je Stevenson podedoval nagnjenost k boleznim dihal. Do enajstega leta je bil bolehen in tudi pozneje suhljat in šibkega zdravja. Takrat so zdravniki postavili diagnozo tuberkuloze, danes pa sklepajo, da je šlo za bronhiektazijo ali sarkoidozo.
Kljub temu da sta bila starša predana prezbiterijanca, se doma niso strogo držali kalvinističnih načel. Bolj od staršev je nanj vplivala varuška s strogimi verskimi načeli, ki so združevala kalvinizem in ljudsko izročilo. 
Kot edinec ekscentričnega videza je Stevenson s težavo navezoval prijateljstva v šoli. Zaradi bolezni je bil pogosto odsoten od pouka. Preden se je naučil brati, je zgodbe narekoval materi in varuški. Oče je spodbujal pisanje in omogočil sinovo prvo objavo.

### Izobrazba
Jeseni 1857 je začel obiskovati šolo v Edinburgu, vendar se je zaradi slabega zdravja čez nekaj tednov vrnil domov. Dve leti so ga poučevali domači učitelji. Med letoma 1861 in 1867 je najprej obiskoval neodvisno šolo za dečke v Edinburgu in nato zasebno šolo Roberta Thomsona  v Edinburgu. 1867 se je brez pravega zanimanja vpisal na študij inženirstva na Univerzo v Edinburgu. Nanj so vplivali vrstnik Charles Baxter, ki je postal Stevensonov agent, profesor Fleeming Jenkin, o katerem je napisal biografijo, in bratranec Robert Alan Mowbray (Bob) Stevenson, ki je študiral umetnost. Vsako leto med počitnicami je Stevenson potoval po državi in si ogledoval družinska gradbišča. Izleti z očetom so mu bili v veselje, čeprav po zgledu Walterja Scotta bolj zaradi literarnega navdiha kakor zaradi inženirske prakse. 1871 je spremenil študijsko smer in se začel šolati za odvetnika. Odmikal se je od družinske tradicije, se oblačil v stilu bohemov, obiskoval pivnice in se proglasil za ateista.   

### Zgodnje pisanje in potovanja
Leta 1873 je na obisku pri sorodniku v Angliji spoznal Sidneyja Colvina in Frances Jane (Fanny) Sitwell. Prvi je kasnje postal njegov literarni svetovalec in mu je omogočil prvo plačano objavo. Fanny pa je bila 34-letna ločenka s sinom, ki je očarala tako Stevensona kot Colvina. S Stevensonom sta si izmenjala mnogo pisem, v katerih ji je včasih dvoril, spet drugič pa se je nanjo obračal kot na mater. Vključil se je v londonsko literarno življenje. Seznanil se je z avtorji tistega časa, med njimi tudi z Andrewom Langom, Edmundom Gossejem in Lesliejem Stephenom, ki je bil urednik revije Cornhill Magazine.  
Novembra 1873 je Stevenson zaradi zdravstvenih razlogov odšel na Azurno obalo. Aprila naslednjega leta se je vrnil in nadaljeval s študijem. Pogosto se je vračal v Francijo, kjer se je pridružil umetniškim kolonijam in obiskoval Pariz. 1875 je  postal odvetnik, vendar lastne prakse nikoli ni imel. 

### Poroka
Septembra 1876 je spoznal Fanny Van de Grift Osbourne (1840–1914), ki se je pri sedemnajstih poročila v Nevado in imela tri otroke: Isobel (ali Belle), Lloyda, in Herveya (ki je umrl leta 1875). Zaradi moževe nezvestobe se je ločila in se preselila v Francijo. 1877 sta postala ljubimca, zaradi česar je Stevenson veliko časa preživel v Franciji. 1878 se je Fanny vrnila v Kalifornijo, prihodnjega leta pa se ji je pridružil še Stevenson. Dolgo potovanje s parnikom in vlakom mu je dalo nov navdih za pisanje, hkrati pa mu poslabšalo zdravje. Maja 1880 sta se poročila in skupaj z njenim sinom Lloydom odšla v dolino Nape na poročno potovanje, potem pa se naselila v  Združenem kraljestvu.

### Življenje med Evropo in Ameriko
Med letoma 1880 in 1887 je Stevenson zaradi zdravja veliko spreminjal okolje. Poletja je preživljal v Angliji in na Škotskem, med drugim tudi v Dorsetu, kjer je napisal roman Doktor Jekyll in gospod Hyde. Zime je preživljal v Hyèresu, v Franciji. Kljub težavam z zdravjem je veliko pisal. Po smrti očeta leta 1887 se je z ženo in materjo preselil k jezeru Saranac v New Yorku. Koča, kjer so stanovali, se zdaj imenuje po njem. 
Leta 1888 se je z družino podal na tri leta dolgo potovanje po centralnem in vzhodnem Pacifiku, vmes so se za dlje časa ustavili na Havajih. Spoprijateljil se je s kraljem Kalākaua in njegovo nečakinjo princeso Victorio Kaiulani, ki je bila po prednikih povezana s Škotsko. Bival je tudi na Gilbertovih otokih, Tahitiju in na Novi Zelandiji. Bil je priča krizi, ki je doletela Samoo. Potovanja so ga pisateljsko navdihovala. 

### Zadnja leta
Po neuspelih poskusih vrnitve na Škotsko je leta 1890  na otoku v Samoi začel graditi hišo v vasi Vailimi in dobil ime Tusitala, ki v jeziku domorodcev označuje pripovedovalca zgodb. Vpletel se je v krajevno politiko in se zavzemal za izboljšave razmer. Kljub političnim sporom je ostajal v dobrih odnosih z družinami kolonialnih vodij. Vseskozi je pisateljeval. 
Tretjega decembra 1894 se je nenadoma sesedel in nekaj ur zatem umrl. Domačini so ga pokopali na bližnji gori (Mount Vaea).

## Mesto v literarni zgodovini
Stevenson je bil za življenja prepoznavna literarna osebnost. Po koncu prve svetovne vojne pa je bilo njegovo delo označeno za drugorazredno književnost, Virginia Woolf ga je npr. izključila iz literarnega kanona. Šele v zadnjih letih 20. stoletja mu je literarna zgodovina ponovno začela posvečati pozornost kot umetniku, esejistu, družbenemu kritiku ter humanistu. Danes je enakovreden sodobnikom, kot sta Joseph Conrad in Henry James. Ves čas je bil zelo bran. Po podatku iz baze Index Translationum je Stevenson 26. najbolj prevajani avtor na svetu, bolj kot Oscar Wilde ali Edgar Allan Poe.
V njegovo čast so postavljeni številni spomeniki in muzeji, npr. Stevensonova hiša v Kaliforniji, muzejska hiša v Vailimi, njegov kip stoji v katedrali v Edinburgu. Ob stoti obletnici Stevensonove smrti so izdelali serijo spominskih bankovcev za 1 £ z njegovo podobo.

## Dela
Stevenson je najbolj široko prepoznan po romanih. Med najbolj pomembna dela se uvrščajo Otok zakladov, zgodba o piratskih dogodivščinah, Doktor Jekyll in gospod Hyde, gotski roman o podzavesti in razcepljeni osebnosti, ter zgodovinska romana Ugrabljen, ki vključuje škotsko versko problematiko, in Črna puščica, ki govori o pustolovščini in ljubezni med slavno Vojno dveh rož.
| Romani                                                        | Leto |
| ------------------------------------------------------------- | ---- |
| The Hair Trunk or Ideal Commonwealth                          | 1877 |
| Treasure Island                                               | 1883 |
| Prince Otto                                                   | 1885 |
| Strange Case of Dr Jekyll and Mr Hyde                         | 1886 |
| Kidnapped                                                     | 1886 |
| The Black Arrow: A Tale of the Two Roses                      | 1888 |
| The Master of Ballantrae: A Winter's Tale                     | 1889 |
| The Wrong Box                                                 | 1889 |
| The Wrecker                                                   | 1892 |
| Catriona                                                      | 1893 |
| The Ebb-Tide                                                  | 1894 |
| Weir of Hermiston                                             | 1896 |
| St Ives: Being the Adventures of a French Prisoner in England | 1897 |

| Kratka proza                                         | Leto |
| ---------------------------------------------------- | ---- |
| New Arabian Nights                                   | 1882 |
| More New Arabian Nights: The Dynamiter               | 1885 |
| The Merry Men and Other Tales and Fables             | 1887 |
| Island Nights' Entertainments (tudi South Sea Tales) | 1887 |
| Fables                                               | 1893 |
| Tales and Fantasies                                  | 1896 |

| Poezija                          | Leto             |
| -------------------------------- | ---------------- |
| A Child's Garden of Verses       | 1885             |
| Underwoods                       | 1887             |
| Ballads                          | 1891             |
| Songs of Travel and Other Verses | 1896             |
| Poems Hitherto Unpublished (1–3) | 1916, 1916, 1921 |

Popotovanja, ki jih je skrbno popisoval, so mu dala širok tem nabor tem za pisanje. Med drugim je opisal potovanje iz Belgije do Francije, podrobno opisal rojstni kraj in druge kraje po Škotski in Angliji, poročno popotovanje po dolini Nape v Kaliforniji, pot od Evrope do Amerike z ladjo in pa pot od New Yorka do San Francisca, ki jo je opravil z vlakom. 
| Potopisi                              | Leto |
| ------------------------------------- | ---- |
| An Inland Voyage                      | 1878 |
| Edinburgh: Picturesque Notes          | 1878 |
| Travels with a Donkey in the Cévennes | 1879 |
| The Silverado Squatters               | 1883 |
| Across the Plains                     | 1892 |
| The Amateur Emigrant                  | 1895 |
| The Old and New Pacific Capitals      | 1882 |
| Essays of Travel                      | 1905 |

Stevensonov opus vsebuje obsežno zbirko esejev ter družbenih in literarnih kritik. V posebno kategorijo spadajo dela tako imenovane otoške literature, ki je nastala v času bivanja na območju Pacifika. Gre za umetnostna in neumetnostna besedila, ki v Evropi niso znana, v pacifiški regiji pa se uvrščajo med najpomembnejša dela 19. stoletja.
Stevenson je igral na klavir in leseno flavto in zložil več kot sto priredb in izvirnih glasbenih kompozicij, med njimi 10 spremljav k svoji poeziji.

## Stevenson na Slovenskem
Prva omemba 1891: Staats-Oberrealschule v Mariboru poroča, da je kupila Stevensonovo knjigo David Balfour.  

### Prevodi v slovenščino
- Otok zakladov - roman (naslov izvirnika: Treasure Island). Prvič se je v slovenščini pojavi med letoma 1908 in 1909 kot fejtonski roman v časniku Slovenec dLib. V knjižni obliki je najprej izšel leta 1920 (COBISS), nato pa ponovno v časniku Slovenski gospodar med letoma 1921 in 1922 z naslovom Zaklad na otoku dLib. Kasneje je doživel še mnoge prevode in izdaje, med drugim tudi v Braillovi pisavi (COBISS).
- Ugrabljen - roman (naslov izvirnika: Kidnapped). Prvič ga je leta 1932 prevedel Vladimir Levstik.
- Catriona - roman (naslov izvirnika: Catriona). Prvič ga je leta 1932 prevedel Vladimir Levstik (COBISS).
- Saint Yves: Prigode francoskega vojnega ujetnika na Angleškem - roman (naslov izvirnika: St Ives: Being the Adventures of a French Prisoner in England). Prvič izšel v slovenščini v časniku Jutro leta 1935 dLib.
- Skrivnost dr. Jakylla, roman (naslov izvirnika: The Strange Case of Doctor Jekyll and Mister Hyde). Slovenski dom 1937 dLib, nato pa leta 1989 v zbirki povesti in novel pod naslovom Doktor Jekyll in gospod Hyde (COBISS).
- Dve vžigalici - zgodba za otroke (naslov izvirnika: The two matches). Zvonček 1937 dLib.
- Na južnem morju (naslov izvirnika: ) Po delih izide v časniku Slovenski dom leta 1940. dLib
- Črna puščica - roman (naslov izvirnika: The Black Arrow). Prvič ga je leta 1955 prevedel Janez Gradišnik (COBISS).
- Mladi gospod Ballantrajski - roman (naslov izvirnika: The beach of Falesá, tudi The master of Ballantrae), 1966 (COBISS).
- Prigode Davida Balfourja - roman, 1975 v prevodu Vladimija Levstika (COBISS).
- Izgubljeni mrtvec - roman, 1976 (COBISS).
- Weir iz Hermistona - roman (naslov izvirnika: Weir from Hermiston), 1997 (COBISS).
- Obsedena Janet - roman (naslov izvirnika: Thrawn Janet) Izšel leta 1998 (COBISS).
- Obala ljubezni in smrti, 2000 (COBISS).